# Martin Benedik (zdravnik)
Martin Benedik, slovenski zdravnik kirurg, * 11. november 1910, Kranj, † 23. marec 1999, Ljubljana.

## Življenje in delo
Rodil se je v gostilničarski družini očetu Francu in materi Neži (roj. Rozman). Diplomiral je 1934 na medicinski fakulteti v Gradcu. Iz splošne kirurgije se je specializiral v Zagrebu, iz torakalne kirurgije pa na Švedskem, Norveškem in v Angliji. Med vojno je sodeloval v narodnoosvobodilni borbi. Leta 1948 je postal docent za kirurgijo, 1962 izredni in 1968 pa redni profesor na Medicinski fakulteti v Ljubljani. V letih 1964−1973 je bil predstojnik kirurške klinike v Ljubljani. Po reorganizaciji je do 1980 vodil kliniko za torakalno kirurgijo. Leta 1951 je uvedel kirurško delo v bolnišnici za pljučno tuberkulozo v Topolšici. Od 1961 je vodil pljučno kirurgijo na Golniku. S sodelavci je organiziral več letnih tečajev iz kirurgije za zdravnike splošne prakse. Objavil je 42 strokovnih člankov, od tega 16 znanstvenih; s področja torakalne kirurgije pa je sam ali s sodelavci objavil 26 člankov.